# تبرائیان
تبرائیان یک گروه مسلح گشتی بودند که پس از به تخت نشستن شاه اسماعیل یکم و تأسیس دولت صفویه، از جانب شاه مأمور گشتند که در کوچه‌ها و رهگذرها گشت بزنند، علی و جانشینان او را بستایند و از خلفای پیش از علی (ابوبکر، عمر، عثمان) تبرا کنند. این گروه مسلح یکی از اقدامات شاه اسماعیل برای اجبار به تغییر مذهب ایرانیان از سنی به شیعه بودند. 
این گروه‌ها در زمان شاه اسماعیل یکم و شاه تهماسب یکم فعال بودند و این کار را پیشه خود ساخته بودند. آنان در تمام شهر‌ها می‌گشتند و خلفای سه‌گانه و عایشه زن پیامبر اسلام را لعن و نفرین می‌کردند و مردم شنونده نیز می‌باید در جواب دشنام‌های آنان «بیش باد و کم مباد» می‌گفتند و هرکس که چنین نمی‌کرد به قتل می‌رسید. تا اینکه شاه اسماعیل دوم با آنان روی موافق نشان نداد. او در زمان به قدرت رسیدنش، نسبت به تبرا و تبرائیان روش قاطعی را در پیش گرفت و فرمان داد رسم تبرا در کوچه‌ها و محله‌ها از میان برداشته شود. شاه اسماعیل دوم درباره آنان گفته بود: «مرا با طبقه تبرایی که لعن را سرمایه معاش ساخته‌اند صفایی نیست.» اما پس مرگ او این گروه دوباره به عرصه شیعه‌گری بازگشتند.
با گذشت سال‌ها و حتی پس از سقوط صفویه، گروه‌هایی مشابه آنان در دوران زندیه و قاجاریه تا دوران ناصرالدین شاه نیز به طور غیر رسمی حضور داشتند و بنا بر تولی و تبری از اسباب عمده نفاق بین شیعه و سنی بود.